# 弟子屈町屈斜路コタンアイヌ民族資料館
弟子屈町屈斜路コタンアイヌ民族資料館（てしかがちょうくっしゃろコタンアイヌみんぞくしりょうかん）は北海道川上郡弟子屈町にある資料館。

## 概要
弟子屈町屈斜路コタンアイヌ民俗資料館条例に基づき関連する資料の収集や研究を目的として弟子屈町が1982年に設置した資料館で、屈斜路湖畔のコタンに建てられている建物は釧路市生まれの建築家である毛綱毅曠の設計による。
常設展示にはアイヌ民族の生活や歴史に関連した約450点の収蔵品が展示されていて、またアイヌの歴史を紹介するビデオの上映も行われている。
資料館の前庭にコタンの長老が住んでいた伝統家屋のアイヌチセッが再建され、内部を無料で見学することができたが、現在で建物自体がなくなっている。また狩猟で捕らえた小熊を養育する際に使用した檻のエペレセッを再現したものや、神々を祭った祭壇のヌササンも公開されている。
2020年6月4日付で「弟子屈町屈斜路コタンアイヌ民俗資料館」から「弟子屈町屈斜路コタンアイヌ民族資料館」に施設名称が変更された。

## 利用情報
- 開館期間　4月10日 - 11月30日（期間中無休）
- 開館時間　9時00分 - 17時00分（最終入場：16時30分）

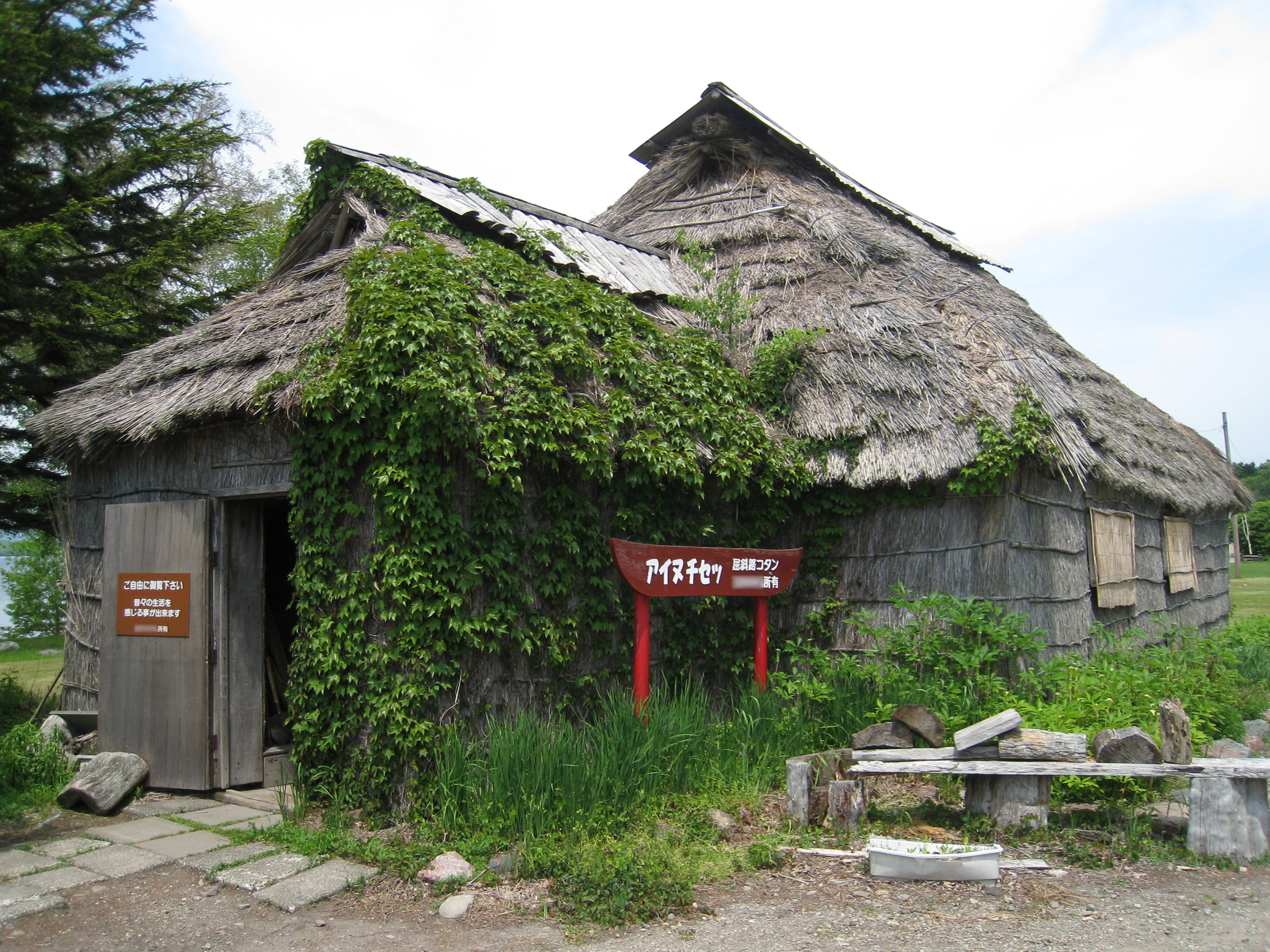
アイヌの伝統家屋 アイヌチセッ（2012年6月に解体された）

- 定休日　12月1日 ‐ 翌年4月9日
- 入館料
  - 個人料金　
    - 大人（高校生以上） 420円　
    - 小人（小・中学生） 280円　

  - 団体料金（20名以上）　
    - 大人　350円　
    - 小人　200円
- 駐車場
  - あり（無料）

## 交通アクセス
JR釧網本線 摩周駅から車で20分